# Verdy Kawasaki 1996
Questa voce raccoglie le informazioni riguardanti il Verdy Kawasaki nelle competizioni ufficiali della stagione 1996.

## Stagione
Nella prima edizione della J. League disputata a girone unico il Verdy Kawasaki, che nel corso della stagione aveva subìto un importante riassetto tecnico con la sostituzione di Nelsinho Baptista con Émerson Leão in panchina e la cessione di Ruy Ramos, stazionò nelle posizioni medio-alte della classifica concludendo al settimo posto dopo aver stabilito il record del maggior numero di punti ottenuti durante il girone di ritorno.
In entrambe le coppe il Verdy Kawasaki raggiunse la finale: mentre in Coppa di Lega fu sconfitta ai rigori dallo Shimizu S-Pulse, in coppa nazionale la squadra sconfisse per 3-0 il Sanfrecce Hiroshima vincendo per la quarta volta il trofeo.

## Maglie e sponsor
Le maglie, prodotte dalla Mizuno per il campionato e dalla Puma per la coppa nazionale, subiscono alcune modifiche per quanto riguarda il motivo, che mantiene le tonalità bianche e nere. Lo sponsor è Malt's.
| Manica sinistra · Manica sinistra · Maglietta · Maglietta · Manica destra · Pantaloncini · Calzettoni |

## Rosa
| N. |                     | Ruolo | Calciatore          |
| -- | ------------------- | ----- | ------------------- |
|    | Giappone (bandiera) | P     | Kazuma Itō          |
|    | Giappone (bandiera) | P     | Shinkichi Kikuchi   |
|    | Giappone (bandiera) | P     | Kiyomitsu Kobari    |
|    | Giappone (bandiera) | P     | Nobuhiro Maeda      |
|    | Giappone (bandiera) | P     | Takaya Ōishi        |
|    | Brasile (bandiera)  | D     | Argel               |
|    | Giappone (bandiera) | D     | Yūji Hironaga       |
|    | Giappone (bandiera) | D     | Kō Ishikawa         |
|    | Giappone (bandiera) | D     | Tomohiro Katayama   |
|    | Giappone (bandiera) | D     | Toshimi Kikuchi     |
|    | Giappone (bandiera) | D     | Tadashi Nakamura    |
|    | Giappone (bandiera) | D     | Junji Nishizawa     |
|    | Giappone (bandiera) | D     | Yukinori Shigeta    |
|    | Giappone (bandiera) | D     | Tomo Sugawara       |
|    | Giappone (bandiera) | D     | Kenichiro Tokura    |
|    | Giappone (bandiera) | D     | Megumu Yoshida      |
|    | Brasile (bandiera)  | C     | Caíco               |
|    | Brasile (bandiera)  | C     | Bismarck            |
|    | Giappone (bandiera) | C     | Shigetoshi Hasebe   |
|    | Giappone (bandiera) | C     | Tetsuji Hashiratani |

| N. |                     | Ruolo | Calciatore        |
| -- | ------------------- | ----- | ----------------- |
|    | Giappone (bandiera) | C     | Kentarō Hayashi   |
|    | Giappone (bandiera) | C     | Shirō Kikuhara    |
|    | Giappone (bandiera) | C     | Tsuyoshi Kitazawa |
|    | Giappone (bandiera) | C     | Kazuyoshi Miura   |
|    | Giappone (bandiera) | C     | Yasutoshi Miura   |
|    | Giappone (bandiera) | C     | Shingi Ono        |
|    | Giappone (bandiera) | C     | Ruy Ramos         |
|    | Giappone (bandiera) | C     | Junichi Watanabe  |
|    | Giappone (bandiera) | C     | Nobuyuki Zaizen   |
|    | Brasile (bandiera)  | A     | Donizete          |
|    | Giappone (bandiera) | A     | Shinji Fujiyoshi  |
|    | Giappone (bandiera) | A     | Shintetsu Gen     |
|    | Giappone (bandiera) | A     | Kei Hoshikawa     |
|    | Giappone (bandiera) | A     | Keiji Ishizuka    |
|    | Giappone (bandiera) | A     | Keisuke Kurihara  |
|    | Brasile (bandiera)  | A     | Magrão            |
|    | Giappone (bandiera) | A     | Takanori Nunobe   |
|    | Giappone (bandiera) | A     | Michiyasu Osada   |
|    | Giappone (bandiera) | A     | Takashi Ujiie     |
|    | Giappone (bandiera) | A     | Mitsunori Yabuta  |

## Calciomercato

### Sessione invernale
| Acquisti | Acquisti               | Acquisti            | Acquisti      |
| R.       | Nome                   | da                  | Modalità      |
| -------- | ---------------------- | ------------------- | ------------- |
| P        | Nobuhiro Maeda         | Doshisha University | definitivo    |
| D        | Megumu Yoshida         | Doshisha University | definitivo    |
| C        | Yasutoshi Miura        | Shimizu S-Pulse     | definitivo    |
| C        | Shirō Kikuhara         | Urawa Reds          | fine prestito |
| C        | Caíco                  | Internacional       | definitivo    |
| A        | Osmar Donizete Cândido | Botafogo            | definitivo    |
| A        | Keisuke Kurihara       | Komazawa Daigaku    | definitivo    |
| A        | Shintetsu Gen          | Kinki Daigaku       | definitivo    |

| Cessioni | Cessioni          | Cessioni       | Cessioni      |
| R.       | Nome              | a              | Modalità      |
| -------- | ----------------- | -------------- | ------------- |
| P        | Takayuki Fujikawa |                | fine carriera |
| P        | Hiroki Koike      | Toshiba        | definitivo    |
| D        | Pereira           | Toshiba        | definitivo    |
| D        | Satoshi Tsunami   | Avispa Fukuoka | definitivo    |
| D        | Shun Suzuki       | Tosu Futures   | definitivo    |
| C        | Embu              |                |               |
| C        | Tetsuya Totsuka   |                | fine carriera |
| A        | Alcindo           | Toshiba        | definitivo    |
| A        | Nobuhiro Takeda   | Júbilo Iwata   | definitivo    |
| A        | Tomohiro Hasumi   | Fujitsu        | definitivo    |

### Sessione estiva
| Acquisti | Acquisti       | Acquisti      | Acquisti      |
| R.       | Nome           | da            | Modalità      |
| -------- | -------------- | ------------- | ------------- |
| D        | Argel Fucks    | Internacional | definitivo    |
| A        | Keiji Ishizuka | Mamoré        | fine prestito |
| A        | Magrão         | Coritiba      | definitivo    |

| Cessioni | Cessioni         | Cessioni           | Cessioni   |
| R.       | Nome             | a                  | Modalità   |
| -------- | ---------------- | ------------------ | ---------- |
| C        | Shingi Ono       | DENSO              | prestito   |
| C        | Caíco            | Flamengo           | definitivo |
| C        | Ruy Ramos        | Kyoto Purple Sanga | definitivo |
| A        | Shinji Fujiyoshi | Kyoto Purple Sanga | definitivo |
| A        | Donizete         | Benfica            | definitivo |
| A        | Keiji Ishizuka   | Mamoré             | prestito   |

## Risultati

### J. League
| Kawasaki 16 marzo 1996 1ª giornata | Verdy Kawasaki | 1 – 0 | Kyoto Purple Sanga |  |

| Hiratsuka 16 marzo 1996 2ª giornata | Bellmare Hiratsuka | 0 – 4 | Verdy Kawasaki |  |

| Kawasaki 23 marzo 1996 3ª giornata | Verdy Kawasaki | 2 – 3 (d.t.s.) | Kashiwa Reysol |  |

| Fukuoka 30 marzo 1996 4ª giornata | Avispa Fukuoka | 1 – 2 (d.t.s.) | Verdy Kawasaki |  |

| Kawasaki 3 aprile 1996 5ª giornata | Verdy Kawasaki | 3 – 2 (d.t.s.) | Yokohama Marinos |  |

| Iwata 6 aprile 1996 6ª giornata | Júbilo Iwata | 2 – 1 | Verdy Kawasaki |  |

| Tokyo 13 aprile 1996 7ª giornata | Verdy Kawasaki | 2 – 0 | Urawa Reds |  |

| Nagoya 17 aprile 1996 8ª giornata | Nagoya Grampus | 3 – 1 | Verdy Kawasaki |  |

| Kawasaki 17 aprile 1996 9ª giornata | Verdy Kawasaki | 2 – 3 | Gamba Osaka |  |

| Kashima 27 aprile 1996 10ª giornata | Kashima Antlers | 2 – 1 | Verdy Kawasaki |  |

| Kawasaki 1º maggio 1996 11ª giornata | Verdy Kawasaki | 2 – 1 (d.t.s.) | JEF United |  |

| Kawasaki 4 maggio 1996 12ª giornata | Verdy Kawasaki | 1 – 2 (d.t.s.) | Cerezo Osaka |  |

| Yokohama 11 maggio 1996 13ª giornata | Yokohama Flügels | 4 – 3 (d.t.s.) | Verdy Kawasaki |  |

| Kawasaki 15 maggio 1996 14ª giornata | Verdy Kawasaki | 5 – 3 | Shimizu S-Pulse |  |

| Hiroshima 18 maggio 1996 15ª giornata | Sanfrecce Hiroshima | 1 – 3 | Verdy Kawasaki |  |

| Osaka 28 agosto 1996 16ª giornata | Cerezo Osaka | 2 – 4 | Verdy Kawasaki |  |

| Sapporo 31 agosto 1996 17ª giornata | Verdy Kawasaki | 3 – 2 | Yokohama Flügels |  |

| Shizuoka 7 settembre 1996 16ª giornata | Shimizu S-Pulse | 0 – 2 | Verdy Kawasaki |  |

| Fukui 14 settembre 1996 19ª giornata | Verdy Kawasaki | 5 – 1 | Sanfrecce Hiroshima |  |

| Kyoto 21 settembre 1996 20ª giornata | Kyoto Purple Sanga | 2 – 0 | Verdy Kawasaki |  |

| Tokyo 28 settembre 1996 21ª giornata | Verdy Kawasaki | 1 – 0 | Bellmare Hiratsuka |  |

| Kashiwa 2 ottobre 1996 22ª giornata | Kashiwa Reysol | 1 – 2 (d.t.s.) | Verdy Kawasaki |  |

| Kawasaki 5 ottobre 1996 23ª giornata | Verdy Kawasaki | 1 – 2 | Avispa Fukuoka |  |

| Tokyo 16 ottobre 1996 24ª giornata | Yokohama Marinos | 1 – 3 | Verdy Kawasaki |  |

| Toyama 19 ottobre 1996 25ª giornata | Verdy Kawasaki | 0 – 1 | Júbilo Iwata |  |

| Urawa 26 ottobre 1996 26ª giornata | Urawa Reds | 1 – 0 | Verdy Kawasaki |  |

| Kawasaki 30 ottobre 1996 27ª giornata | Verdy Kawasaki | 0 – 1 | Nagoya Grampus |  |

| Osaka 2 novembre 1996 28ª giornata | Gamba Osaka | 1 – 3 | Verdy Kawasaki |  |

| Ichihara 6 novembre 1996 29ª giornata | JEF United | 1 – 5 | Verdy Kawasaki |  |

| Kawasaki 9 novembre 1996 30ª giornata | Verdy Kawasaki | 5 – 0 | Kashima Antlers |  |

### Coppa dell'Imperatore
| Tottori 16 marzo 1996 Terzo turno | Verdy Kawasaki | 4 – 0 | Oita Trinita |  |

| Kawasaki 23 dicembre 1996 Quarto turno | Verdy Kawasaki | 4 – 0 | Otsuka Pharma |  |

| Tosu 26 dicembre 1996 Quarti di finale | Verdy Kawasaki | 2 – 1 | Kashima Antlers |  |

| Tokyo 29 dicembre 1996 Semifinali | Urawa Reds | 0 – 3 | Verdy Kawasaki |  |

| Tokyo 1º gennaio 1997 Finale | Sanfrecce Hiroshima | 0 – 3 | Verdy Kawasaki |  |

### Coppa Yamazaki Nabisco

#### Fase a gironi
| Osaka 1º giugno 1996 1ª giornata - Andata | Cerezo Osaka | 0 – 1 | Verdy Kawasaki |  |

| Kawasaki 5 giugno 1996 1ª giornata - Ritorno | Verdy Kawasaki | 3 – 0 | Cerezo Osaka |  |

| Niigata 8 giugno 1996 2ª giornata - Andata | Verdy Kawasaki | 4 – 0 | Nagoya Grampus |  |

| Gifu 12 giugno 1996 2ª giornata - Ritorno | Nagoya Grampus | 0 – 3 | Verdy Kawasaki |  |

| Kagoshima 15 giugno 1996 3ª giornata - Andata | Yokohama Flügels | 5 – 1 | Verdy Kawasaki |  |

| Kawasaki 19 giugno 1996 3ª giornata - Ritorno | Verdy Kawasaki | 3 – 1 | Yokohama Flügels |  |

| Fukui 22 giugno 1996 4ª giornata - Andata | JEF United | 0 – 2 | Verdy Kawasaki |  |

| Kawasaki 26 giugno 1996 4ª giornata - Ritorno | Verdy Kawasaki | 1 – 2 | JEF United |  |

| Kawasaki 26 giugno 1996 5ª giornata - Andata | Verdy Kawasaki | 1 – 1 | Kashima Antlers |  |

| Kashima 3 luglio 1996 5ª giornata - Ritorno | Kashima Antlers | 1 – 1 | Verdy Kawasaki |  |

| Kawasaki 10 agosto 1996 6ª giornata - Andata | Verdy Kawasaki | 0 – 0 | Shimizu S-Pulse |  |

| Shizuoka 14 agosto 1996 6ª giornata - Ritorno | Shimizu S-Pulse | 0 – 0 | Verdy Kawasaki |  |

| Fukuoka 17 agosto 1996 7ª giornata - Andata | Avispa Fukuoka | 2 – 5 | Verdy Kawasaki |  |

| Kawasaki 26 giugno 1996 7ª giornata - Ritorno | Verdy Kawasaki | 0 – 1 | Avispa Fukuoka |  |

#### Fase a eliminazione diretta
| Tokyo 4 settembre 1996 Semifinali | Kashiwa Reysol | 1 – 2 | Verdy Kawasaki |  |

| Tokyo 24 settembre 1996 Finale               | Verdy Kawasaki       | 3 – 3 (d.t.s.) | Shimizu S-Pulse |  |
| \| \| \| \| \| \| Tiri di rigore 4 – 5 \| \| |                      |                |                 |  |
|                                              |                      |                |                 |  |
|                                              | Tiri di rigore 4 – 5 |                |                 |  |

### Suntory Cup 1996
| Kashima 13 novembre 1996 Semifinali          | Kashima Antlers      | 1 – 1 (d.t.s.) | Verdy Kawasaki |  |
| \| \| \| \| \| \| Tiri di rigore 4 – 2 \| \| |                      |                |                |  |
|                                              |                      |                |                |  |
|                                              | Tiri di rigore 4 – 2 |                |                |  |

## Statistiche

### Statistiche di squadra
| Competizione           | Punti | Totale | Totale | Totale | Totale | Totale | Totale | DR  |
| Competizione           | Punti | G      | V      | N      | P      | Gf     | Gs     | DR  |
| ---------------------- | ----- | ------ | ------ | ------ | ------ | ------ | ------ | --- |
| J. League              | 57    | 30     | 19     | 0      | 11     | 68     | 42     | +26 |
| Coppa dell'Imperatore  | -     | 5      | 5      | 0      | 0      | 16     | 1      | +15 |
| Coppa Yamazaki Nabisco | -     | 16     | 8      | 5      | 3      | 30     | 17     | +13 |
| Suntory Cup            | -     | 1      | 1      | 0      | 0      | 1      | 1      | 0   |
| Totale                 | -     | 52     | 33     | 5      | 14     | 115    | 61     | +54 |

### Andamento in campionato
| Giornata  | 1 | 2 | 3 | 4 | 5 | 6 | 7 | 8 | 9 | 10 | 11 | 12 | 13 | 14 | 15 | 16 | 17 | 18 | 19 | 20 | 21 | 22 | 23 | 24 | 25 | 26 | 27 | 28 | 29 | 30 |
| --------- | - | - | - | - | - | - | - | - | - | -- | -- | -- | -- | -- | -- | -- | -- | -- | -- | -- | -- | -- | -- | -- | -- | -- | -- | -- | -- | -- |
| Luogo     | C | T | C | T | C | T | C | T | C | T  | C  | C  | T  | C  | T  | T  | C  | T  | C  | T  | C  | T  | C  | T  | C  | T  | C  | T  | T  | C  |
| Risultato | V | V | S | V | S | S | V | S | S | S  | V  | S  | S  | V  | V  | V  | V  | V  | V  | S  | V  | V  | S  | V  | S  | S  | V  | V  | V  | V  |
| Posizione | 7 | 1 | 6 | 6 | 5 | 6 | 5 | 6 | 6 | 6  | 6  | 7  | 7  | 7  | 7  | 7  | 7  | 7  | 7  | 7  | 7  | 7  | 7  | 7  | 7  | 7  | 7  | 7  | 7  | 7  |

Fonte: J.LEAGUE OFFICIAL GUIDE 1997, ISBN 4-09-102329-0
Legenda:

Luogo: C = Casa; T = Trasferta. Risultato: V = Vittoria; N = Pareggio; P = Sconfitta.

### Statistiche dei giocatori
| Giocatore   | J. League | J. League | Coppa dell'Imperatore | Coppa dell'Imperatore | J. League Cup | J. League Cup | Totale   | Totale |
| Giocatore   | Presenze  | Reti      | Presenze              | Reti                  | Presenze      | Reti          | Presenze | Reti   |
| ----------- | --------- | --------- | --------------------- | --------------------- | ------------- | ------------- | -------- | ------ |
| Argel       | 14        | 0         | 5                     | 1                     | 15            | 3             | 34       | 4      |
| Bismarck    | 27        | 5         | 5                     | 3                     | 15            | 4             | 47       | 12     |
| Caíco       | 13        | 1         | 0                     | 0                     | 11            | 3             | 24       | 4      |
| Donizete    | 14        | 6         | 0                     | 0                     | 0             | 0             | 14       | 6      |
| Fujiyoshi   | 5         | 0         | 0                     | 0                     | 5             | 1             | 10       | 1      |
| Gen         | 6         | 2         | 0                     | 0                     | 9             | 2             | 15       | 4      |
| Hasebe      | 5         | 0         | 0                     | 0                     | 0             | 0             | 5        | 0      |
| Hashiratani | 22        | 2         | 0                     | 0                     | 10            | 0             | 32       | 2      |
| Hayashi     | 14        | 1         | 5                     | 0                     | 1             | 0             | 20       | 1      |
| Hironaga    | 8         | 0         | 0                     | 0                     | 4             | 0             | 12       | 0      |
| Ishikawa    | 19        | 0         | 1                     | 0                     | 16            | 0             | 36       | 0      |
| Ishizuka    | 0         | 0         | 1                     | 0                     | 2             | 1             | 3        | 1      |
| S. Kikuchi  | 30        | 0         | 5                     | 0                     | 15            | 0             | 50       | 0      |
| T. Kikuchi  | 12        | 0         | 5                     | 0                     | 1             | 0             | 18       | 0      |
| Kitazawa    | 28        | 4         | 5                     | 2                     | 15            | 4             | 48       | 10     |
| Kurihara    | 7         | 2         | 4                     | 2                     | 5             | 1             | 16       | 5      |
| Magrão      | 14        | 13        | 3                     | 1                     | 6             | 2             | 23       | 16     |
| K. Miura    | 27        | 23        | 5                     | 4                     | 6             | 2             | 38       | 29     |
| Y. Miura    | 19        | 1         | 5                     | 2                     | 15            | 0             | 39       | 3      |
| Nakamura    | 27        | 1         | 4                     | 0                     | 16            | 0             | 47       | 1      |
| Nishizawa   | 12        | 0         | 0                     | 0                     | 9             | 0             | 21       | 0      |
| Nunobe      | 8         | 0         | 2                     | 0                     | 11            | 5             | 21       | 5      |
| Oishi       | 0         | 0         | 0                     | 0                     | 1             | 0             | 1        | 0      |
| Ramos       | 9         | 0         | 0                     | 0                     | 0             | 0             | 9        | 0      |
| Sugawara    | 18        | 1         | 5                     | 0                     | 14            | 0             | 37       | 1      |
| Tokura      | 7         | 0         | 0                     | 0                     | 0             | 0             | 7        | 0      |
| Yoshida     | 3         | 0         | 0                     | 0                     | 0             | 0             | 3        | 0      |
| Watanabe    | 7         | 0         | 2                     | 0                     | 1             | 0             | 10       | 0      |